# Trấn Viễn

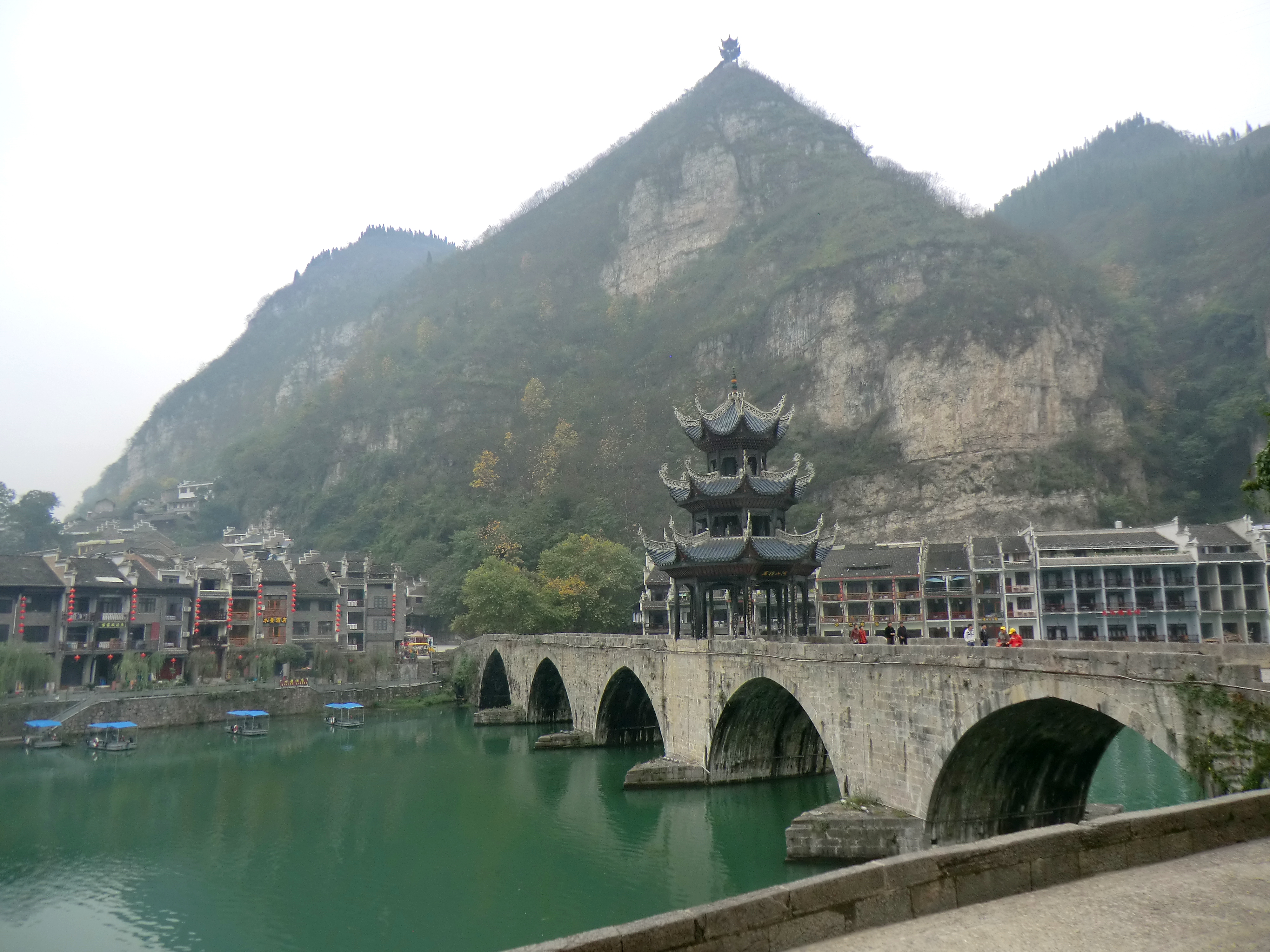
Trấn Viễn

Trấn Viễn (chữ Hán giản thể: 镇远县, bính âm: Zhènyuǎn Xiàn, âm Hán Việt: Trấn Viễn huyện) là một huyện thuộc Châu tự trị dân tộc Miêu và dân tộc Đồng Kiềm Đông Nam, tỉnh Quý Châu, Cộng hòa Nhân dân Trung Hoa. Huyện này có diện tích 1878 kilômét vuông, dân số năm 2002 240.000 người. Mã số bưu chính của huyện là 557700, mã vùng điện thoại là 0855. Về mặt hành chính, huyện này được chia thành 8 trấn, 3 hương và 1 hương dân tộc.
- Trấn: Vũ Dương, Tiêu Khê, Thanh Khê, Dương Bình, Kim Bảo, Giang Cổ, Đô Bình, Dương Trường.
- Hương: Dũng Khê, Báo Kinh, Đại Địa.
- Hương dân tộc Thổ-gia Thượng Trại.